# 뻐꾸기 둥지 위로 날아간 새 (영화)
《뻐꾸기 둥지 위로 날아간 새》(영어: One flew over the cuckoo's nest)는 1975년 개봉한 미국 영화이다. 아메리칸 뉴 시네마의 대표작으로 밀로스 포만 감독이 연출했다. 켄 키시의 베스트셀러 소설 《뻐꾸기 둥지 위로 날아간 새》를 영화화한 것이다.
줄거리는 정신이상을 가장하고 형무소에서의 강제노동을 피하려고 정신병원에 들어온 남자가, 환자를 완전통제하려고 하는 정신병원의 간호원장에 맞서서 자유를 되찾으려고 하는 내용이다.
영화화에 이르기까지 감독은 매우 힘겨운 여정을 거쳤다고 한다. 원작의 모티브는 미국의 배우 프랜시스 파머에 대한 일화인 것으로 전해진다.

## 줄거리
1963년 가을, 랜들 맥머피는 15세 소녀의 법정 강간을 위해 오레곤 농장에서 일한다. 그는 중노동을 피하기 위해 정신병원으로 이송되기 위해 미친 척을 한다. 병동은 환자를 위협하는 차갑고 수동적 공격적인 폭군 인 수석 간호사 밀드레드 래치드가 지배한다.
다른 환자로는 젊고 불안하며 말을 더듬는 빌리 비빗, 성질을 부리는 경향이 있는 찰리 체즈윅, 망상적이고 어린애 같은 마티니, 명료하고 실존적으로 절박한 데일 하딩, 호전적이고 모독적인 맥스 테이버, 간질병인 짐 시펠트(Jim Sefelt)와 브루스 프레더릭슨(Bruce Fredrickson), 조용하지만 폭력적인 스캔런, 키가 크고 농아인 아메리카 원주민 추장 브롬덴, 만성 질환을 가진 몇몇 다른 사람들이 있다.
래치드는 맥머피의 활기차고 반항적인 존재를 그녀의 권위에 대한 위협으로 보고 환자의 담배를 압수 및 배급하고 카드 사용 권한을 정지함으로써 이에 대응한다. 맥머피는 래치드와의 의지 싸움에서 자신을 찾는다. 그는 스쿨버스를 훔치고 여러 환자들과 함께 태평양 연안으로 낚시를 가기 위해 탈출하고 그들에게 자신의 능력을 발견하고 자신감을 찾도록 격려한다.
맥머피는 형사상 미친 사람에게는 판사의 판결이 적용되지 않는다고 명령한 후 탈출할 계획을 세우고 브롬든 추장에게 창문을 통해 수치료 콘솔을 던지게 만든다. 또한 맥머피, 추장 및 테이버가 비자발적으로 기관에 투입된 유일한 비 만성 환자라는 것이 밝혀졌다. 나머지는 스스로 헌신하고 언제든지 떠날 수 있지만 그렇게 하는 것을 너무 두려워한다. 체즈윅이 발작을 일으켜 래치드가 배급 한 담배를 요구하자 맥머피는 질서와 싸우고 추장이 개입한다.
래치드는 이러한 불복종의 결과로 추장, 체즈윅 및 맥머피를 "쇼크숍"으로 보낸다. 처벌을 기다리는 동안 맥머피는 추장에게 껌을 제공하고 누구와도 교제하지 않기 위해 청각 장애인 인 척하면서 말하고들을 수 있음을 발견한다. 전기 충격 요법을 받은 후 맥머피는 뇌가 손상된 척 병동으로 돌아갔지만 치료로 인해 래치드를 물리치기로 더욱 결심하게 되었음을 밝힌다. 맥머피와 추장은 탈출 계획을 세웠지만 래치드와 질서가 밤에 떠난 후 친구들을 위해 비밀 크리스마스 파티를 열기로 결정했다.
맥머피는 두 명의 매춘부 캔디와 로즈와 술병을 와드에 몰래 넣는다. 그는 이것을 허용하기 위해 뇌물을 주고 터클을 보호한다. 파티가 끝난 후 맥머피와 추장은 탈출을 준비하고 빌리를 함께 초대한다. 빌리는 거절하지만 캔디와의 "데이트"를 요청한다. 맥머피는 그가 그녀와 성관계를 갖도록 준비한다. 맥머피와 다른 사람들은 술에 취하고 맥머피는 추장과 함께 탈출하는 대신 잠이 든다.
래치드는 아침에 도착하여 병동이 혼란스럽고 대부분의 환자가 기절했다. 그녀는 빌리와 캔디를 함께 발견하고 빌리를 모두 앞에서 당황하게 만드는 것을 목표로한다. 빌리는 말더듬을 극복하고 래치드에 맞섰다. 그녀가 어머니에게 말하겠다고 위협하자 빌리는 압박감에 금이 가고 다시 말을 더듬게 된다. 래치드는 그를 의사 사무실에 배치했다. 잠시 후 맥머피는 추장과 함께 창 밖으로 탈출하려고 할 때 질서를 때리고 다른 질서가 개입하게 만든다. 한편 빌리는 깨진 유리로 목을 째고 자살한다. 래치드는 그날의 일상이 평소처럼 계속되도록 요청하여 상황을 완화하려고 노력하고 분노한 맥머피는 래치드를 목을 졸라 죽인다. 질서는 맥머피를 제압하여 래치드의 생명을 구한다.
얼마 후 래치드는 목 보호대를 착용하고 약한 목소리로 말하고 있으며 하딩은 이제 중단되지 않은 카드 플레이를 이끌고 있다. 맥머피는 어디에도 없어 그가 탈출했다는 소문으로 이어진다. 그날 밤 추장은 맥머피가 침대로 돌아가는 것을 본다. 그는 맥머피가 자신 없이는 탈출하지 않겠다는 약속을 지킨 것에 기뻐하며 그를 맞이하지만 맥머피가 반응이 없고 육체적으로 절뚝거리며 이마에서 뇌엽절리술 흉터를 발견한다는 것을 알게된다. 추장은 맥머피를 눈물을 흘리며 안고 "너는 나와 함께 간다"라고 말한 후 베개로 그를 질식시킨다. 그런 다음 그는 하이드로 테라피 콘솔을 바닥에서 들어 올려 창문을 부수고 혼자 탈출한다. (이것이 영화 제목 '뻐꾸기 둥지 위로 날아간 새'의 주체가 됨) 나머지 수감자들은 유리가 깨지는 소음에 의해 깨어나 지켜보고 응원한다.

## 출연
- 잭 니컬슨 - 랜들 패트릭 "R. P." 맥머피
- 루이즈 플레처 - 밀드레드 래치드 간호사
- 윌 샘슨 - 브롬든 추장
- 윌리엄 레드필드 - 데일 하딩
- 브래드 도리프 - 빌리 비빗
- 시드니 래식 - 찰리 체즈윅
- 크리스토퍼 로이드 - 맥스 테이버
- 대니 드비토 - 마티니
- 딘 브룩스 - 존 스피비 의사
- 윌리엄 듀엘 - 짐 시펠트
- 빈센트 시아벨리 - 브루스 프레더릭슨
- 마이클 베리먼 - 엘리스
- 알론조 브라운 - 밀러
- 므와코 쿰바카 - 워런
- 네이선 조지 - 워싱턴
- 뮤스 스몰 - 캔디
- 스캣맨 크로더스 - 터클
- 필 로스 - 울지
- 루이자 모리츠 - 로즈
- 피터 브로코 - 매터슨 대령
- 델로스 V. 스미스 주니어 - 스캔런
- 조십 에릭 - 밴시니
- 미미 사키지언 - 필보 간호사

## 한국판 성우진(KBS) (1994년 5월 22일)
- 이정구 - 맥머피 (잭 니컬슨)
- 이경자 - 레취드 (루이즈 플레처)
- 최흘 - 존 스피비 의사 (딘 브룩스)
- 황원 - 찰리 체즈윅 (시드니 래식)
- 온영삼 - 추장 (윌 샘슨)
- 노민 - 마티니 (대니 드비토)
- 문영래 - 터클 (스캣맨 크로더스)
- 설영범 - 하딩 (윌리엄 레드필드)
- 김환진 - 빌리 (브래드 도리프)
- 홍시호 - 맥스 테버 (크리스토퍼 로이드)
- 윤병화 - 워싱턴 (네이선 조지)
- 김익태 - 짐 시펠트 (윌리엄 듀엘)
- 문지현 - 로즈 (루이자 모리츠)
- 정미숙 - 캔디 (뮤스 스몰)
- 김승준

## 같이 보기
- 아카데미상 최고 기록 목록